# 오고
오고(영어: Orrgo)는 마블 코믹스의 괴물 캐릭터로, 외계에서 온 침략자이다. 1961년 11월 《이상한 이야기》 90호에 처음 등장했고, 잭 커비가 공동 창작하였다.